# جرج آردیسون
جرج آردیسون (ایتالیایی: George Ardisson؛ ‏ ۳۱ دسامبر ۱۹۳۱ – ۱۱ دسامبر ۲۰۱۴) بازیگر اهل ایتالیا بود.
از فیلم‌ها یا برنامه‌های تلویزیونی که وی در آن نقش داشته‌است، می‌توان به عادت بد، سوپرسکسی‌مارکت، دوشیزه‌ای در خانواده، زنی برای نظاره، دخترِ خواهر، ساده‌لوح، جولیتای ارواح و آموک اشاره کرد.